# Bram Tchaikovsky
Peter Bramall,, né le 10 novembre 1950 à Lincolnshire, Angleterre, plus connu sous son nom de scène Bram Tchaikovsky, est un chanteur et guitariste britannique.

## Biographie
Il s’est fait connaître en tant que membre du groupe de punk rock-pub rock britannique The Motors qu’il a rejoint en 1977. Après avoir quitté le groupe, il a dirigé son propre groupe de power pop avec Micky Broadbent (basse, claviers) et Keith Boyce (percussions). Le groupe s’est classé au Top 40 américain du Billboard Hot 100 en 1979 avec Girl of My Dreams (sorti en février au Royaume-Uni et en juin aux États-Unis). Aux Pays-Bas, Sarah Smiles a été un tube mineur, atteignant la trente-deuxième place en avril 1979. Nick Garvey, Keith Line et Denis Forbes ont également participé aux formations suivantes du groupe. En 1979, il joue de la guitare pour le tube des Skids Into The Valley à la BBC. Après des ventes décevantes, le groupe se sépare en 1981 et Tchaikovsky abandonne l’industrie du disque.
Tchaikovsky est également crédité comme coauteur de Solid Ball of Rock de l’album homonyme de 1991 du groupe Saxon.

## Rééditions
En 1998, en tant que part de la série de rééditions British Rock, WEA Japan a réédité les deux albums Strange Man, Changed Man et The Russians are Coming en CD, réutilisant les bandes maîtresses et graphismes originaux. En plus des illustrations et notes originales, chaque CD contient de nombreuses informations historiques, les paroles des chansons et des commentaires musicaux (bien qu’en japonais). Ces CD n’étaient disponibles qu’au Japon et ne sont plus produits,,.
Strange Man, Changed Man a été allongé à vingt et une pistes comprenant des raretés telles que des faces B et des enregistrements publics. Il n’est disponible que sur la toile. Strange Man, Changed Man comprenant les pistes récemment remastérisées, présentant le tube Girl of my Dreams, le titre Lonely Dancer (tous deux écrits par le Heavy Metal Kid (en) Ronnie Thomas) et dix pistes bonus. Ces pistes bonus incluent des titres difficiles à trouver, des faces B et des enregistrements publics. Il faut rester prudent avec ces versions car toutes les pistes ont été tirées de disques vinyles et certains titres ont un bruit de fond épouvantable pour une qualité sonore médiocre.
En décembre 2007, Strange Man, Changed Man a été édité aux États-Unis sur le label Hip-O Select (ASIN B000ZIZ0ZC) en son numérique avec toutes les illustrations. Cette édition CD utilise les bandes maîtresses originales séquencées pour l’édition originale américaine, l’ordre de passage des pistes est donc différent de l’album original britannique et de la version CD japonaise de 1998.
En février 2012, un enregistrement en public, Live at the Lochem Festival, 1979, apparaît sur Tiger Eye avec les chansons Sarah Smiles, Robber, Nobody Knows, Turn on the Lights et Girl of my Dreams.
En avril 2018, Cherry Red Records a édité Bram Tchaikovsky: Strange Men, Changed Men: The Complete Recordings 1978 – 1981, un coffret de trois CD entièrement approuvé par Bram Tchaikovsky.

## Discographie

### Albumbs
| Année | Album                                                       | États-Unis Billboard Top 200 | AUS KMR |
| ----- | ----------------------------------------------------------- | ---------------------------- | ------- |
| 1979  | Strange Man, Changed Man                                    | 36                           | 92      |
| 1980  | The Russians are Coming/Pressure (titre américain)          | 108                          | -       |
| 1981  | Funland                                                     | 158                          | -       |
| 2012  | Live at the Lochem Festival, 1979                           |                              | -       |
| 2018  | Strange Men, Changed Men: The Complete Recordings 1978–1981 |                              | -       |

### Singles
| Année | Nom                        | Billboard Hot 100 |
| ----- | -------------------------- | ----------------- |
| 1978  | Sarah Smiles               | -                 |
| 1979  | Lullaby of Broadway        | -                 |
| 1979  | Girl of my Dreams          | 37                |
| 1979  | I'm The One That's Leaving | -                 |
| 1980  | Let's Dance                | -                 |
| 1981  | Stand & Deliver            | -                 |
| 1981  | Shall We Dance?            | 109               |